# Cimitero virtuale
Un cimitero virtuale è un servizio online in cui gli utenti possono commemorare, con varie modalità, persone morte.

## Definizione
Con l'espressione "cimiteri virtuali" si possono intendere piattaforme di commemorazione online di diverso tipo. 
In alcuni casi si possono inviare email al defunto, in altri si possono lasciare mazzi di fiori virtuali, oppure si può pubblicare una frase o un ricordo. 
Spesso la commemorazione avviene anche sui social network, rendendo i profili delle tombe virtuali. 
Su Facebook, inoltre, è possibile avere la trasformazione del profilo in un profilo commemorativo a seguito del decesso del proprietario o nominare un contatto erede. 
Attualmente è in corso un dibattito tra gli studiosi per capire quali sono gli impatti di tali luoghi sul modo di intendere la morte e sulla ridefinizione delle modalità di gestione del lutto e della commemorazione.

## Origini ed esempi
Uno dei primi cimiteri online fu fondato nel 1995 da Michael Stanley Kibbee ed è il The World Wide Cemetery. Nel 2001, dopo l’attentato terroristico dell’11 settembre negli Stati Uniti d’America, un sito web conosciuto principalmente per le genealogie iniziò anche a commemorare le vittime e divenne un cimitero virtuale. 